# ستار لورد
ستار لورد هي شخصية خيالية وبطل خارق ظهر في مارفل كومكس.قام كريس برات بدور ستار لورد في أفلام مارفل.